# Ernst Müller (Politiker, 1874)
Ernst Müller (* 6. Januar 1874 in Weidenhausen (Meißner); † 25. Mai 1950 in Weidenhausen (Gladenbach)) war ein deutscher Gewerkschafter und Politiker (SPD).

## Leben
Nach dem Besuch der Volksschule war Müller zunächst als Landarbeiter und dann als Transportarbeiter (Fuhrmann) tätig. Von Mai 1902 bis August 1908 arbeitete er als Expedient und Redakteur beim Kasseler Volksblatt. Gleichzeitig war er Vorstandsmitglied des Transportarbeiterverbandes in Kassel, dessen Vorsitz er 1908 übernahm. Von September 1908 bis 1911 war er Angestellter des Transportarbeiterverbandes in Elberfeld und danach bis Oktober 1919 in gleicher Funktion in Duisburg tätig. Vom 15. Februar 1915 bis zum 1. Dezember 1918 nahm er als Soldat am Ersten Weltkrieg teil. Von 1919 bis 1933 besaß er eine Stellung als Referent in der Landesabteilung Industriegebiet der Reichszentrale für Heimatdienst in Essen.
Müller, der sich den Sozialdemokraten angeschlossen hatte, war von 1919 bis 1933 Stadtverordneter und von 1923 bis 1924 unbesoldeter Beigeordneter in Duisburg. Von 1921 bis 1928 war er Mitglied des Provinziallandtages der Rheinprovinz. 1928 wurde er als Abgeordneter in den Preußischen Landtag gewählt, dem er bis 1933 angehörte.